# Апоневроз

Апоневрозы передней брюшной стенки (обозначены синим) и белая линия живота

Апоневро́з (др.-греч. ἀπο- — приставка со значением удаления или отделения, завершения, обратности или возвращения, отрицания, прекращения, превращения + νεῦρον «жила, сухожилие, нерв») — широкая сухожильная пластинка, сформированная из плотных коллагеновых и эластических волокон. Апоневрозы имеют блестящий, бело-серебристый вид. По гистологическому строению апоневрозы сходны с сухожилиями, однако практически лишены кровеносных сосудов и нервных окончаний. С клинической точки зрения наиболее значимы апоневрозы передней брюшной стенки, заднепоясничной области и ладонные апоневрозы.

## Апоневрозы передней брюшной стенки
Апоневрозы мышц передней брюшной стенки образуют влагалище прямой мышцы живота. Влагалище имеет переднюю и заднюю пластинки, при этом задняя стенка влагалища на уровне нижней трети прямой мышцы отсутствует, и прямые мышцы живота задней поверхностью соприкасаются с поперечной фасцией.
В верхних двух третях прямой мышцы передняя стенка влагалища сформирована пучками апоневроза наружной косой мышцы и передней пластинкой апоневроза внутренней косой мышцы; задняя стенка — задней пластинкой апоневроза внутренней косой мышцы и апоневрозом поперечной мышцы живота. В нижней трети прямой мышцы апоневрозы всех трёх мышц переходят на переднюю стенку влагалища.

## Апоневрозы заднепоясничной области
Апоневрозы заднепоясничной области покрывают продольные мышцы поясницы: мышцу, выпрямляющую туловище (лат. m. erector spinae) и многораздельную мышцу (лат. m. multifidus)

## Ладонные апоневрозы
Ладонные апоневрозы покрывают мышцы ладонной поверхности кистей.

## Апоневроз черепа
Надчерепной апоневроз, или сухожильный шлем (лат. galea aponeurotica) — апоневроз, расположенный между кожей и надкостницей и покрывающий свод черепа; является составной частью затылочно-лобной мышцы, объединяя её затылочное и лобное брюшко.